# Ojo de Agua de las Flores
Ojo de Agua de las Flores är en ort i Mexiko.   Den ligger i kommunen Santa María del Río och delstaten San Luis Potosí, i den centrala delen av landet, 300 km nordväst om huvudstaden Mexico City. Ojo de Agua de las Flores ligger 1 868 meter över havet och antalet invånare är 145.
Terrängen runt Ojo de Agua de las Flores är kuperad, och sluttar söderut. Runt Ojo de Agua de las Flores är det glesbefolkat, med 19 invånare per kvadratkilometer. Närmaste större samhälle är Santa María del Río, 13,4 km väster om Ojo de Agua de las Flores. Omgivningarna runt Ojo de Agua de las Flores är i huvudsak ett öppet busklandskap.